# Pondera County
Pondera County is een county in de Amerikaanse staat Montana.
De county heeft een landoppervlakte van 4.208 km² en telt 6.424 inwoners (volkstelling 2000). De hoofdplaats is Conrad.